# Grekisk-ortodoxa kyrkan
Grekisk-ortodoxa kyrkan eller Grekiska ortodoxa kyrkan syftar på varje grekisk hierarkisk kyrka inom den större gruppen av ömsesidigt erkända östortodoxa kyrkor.

## Kyrkor
Varje kyrka som använder koinegrekisk liturgi och är östortodox, kan betraktas som grekisk-ortodox. De autonoma kyrkor som är grekisk-ortodoxa innefattar:
- Konstantinopels ekumeniska patriarkat som leds av patriarken av Konstantinopel, som är primus inter pares inom samtliga östortodoxa kyrkor.
- Greklands kyrka, som är autokefal sedan år 1833, och inom landet leds av en ärkebiskop.
- Cyperns kyrka, som leds av en ärkebiskop.
- Sinais ortodoxa kyrka
- Ortodoxa kyrkan av Alexandria
- Grekisk-ortodoxa kyrkan av Jerusalem
- Grekisk-ortodoxa kyrkan i Antiokia
- Albansk-ortodoxa kyrkan, autokefal sedan år 1937.

## Termens historia
Historiskt har termen "grekisk-ortodox" använts för att beskriva alla östortodoxa kyrkor, eftersom "grekiska" i "grekisk-ortodox" refererar till det "grekiska arvet" i det Bysantinska riket. Under åtta århundraden av kristen historia har den mest betydande intellektuella, kulturella och sociala utvecklingen i den kristna kyrkan ägt rum inom riket under kyrkan av Konstantinopel eller dess intressesfär, så flertalet av liturgins delar, traditioner och praxis antogs av alla, och är fortfarande det grundläggande mönstret i samtida ortodoxi. Beteckningen "grekiska" övergavs av slaviska och andra nationella östortodoxa kyrkor i samband med dessa folks nationella uppvaknanden från så tidigt som 900-talet e.Kr.

## Grekisk-ortodoxa kyrkor i Sverige
I Sverige finns flera, sinsemellan oberoende grekisk-ortodoxa samfund. 
Exempel på kyrkobyggnader som numera nyttjas av grekisk-ortodox församlingar är Sankt Georgios kyrka i Stockholm och Grekisk-ortodoxa kyrkan i Uppsala.

## Grekisk-ortodoxa kyrkor (urval)

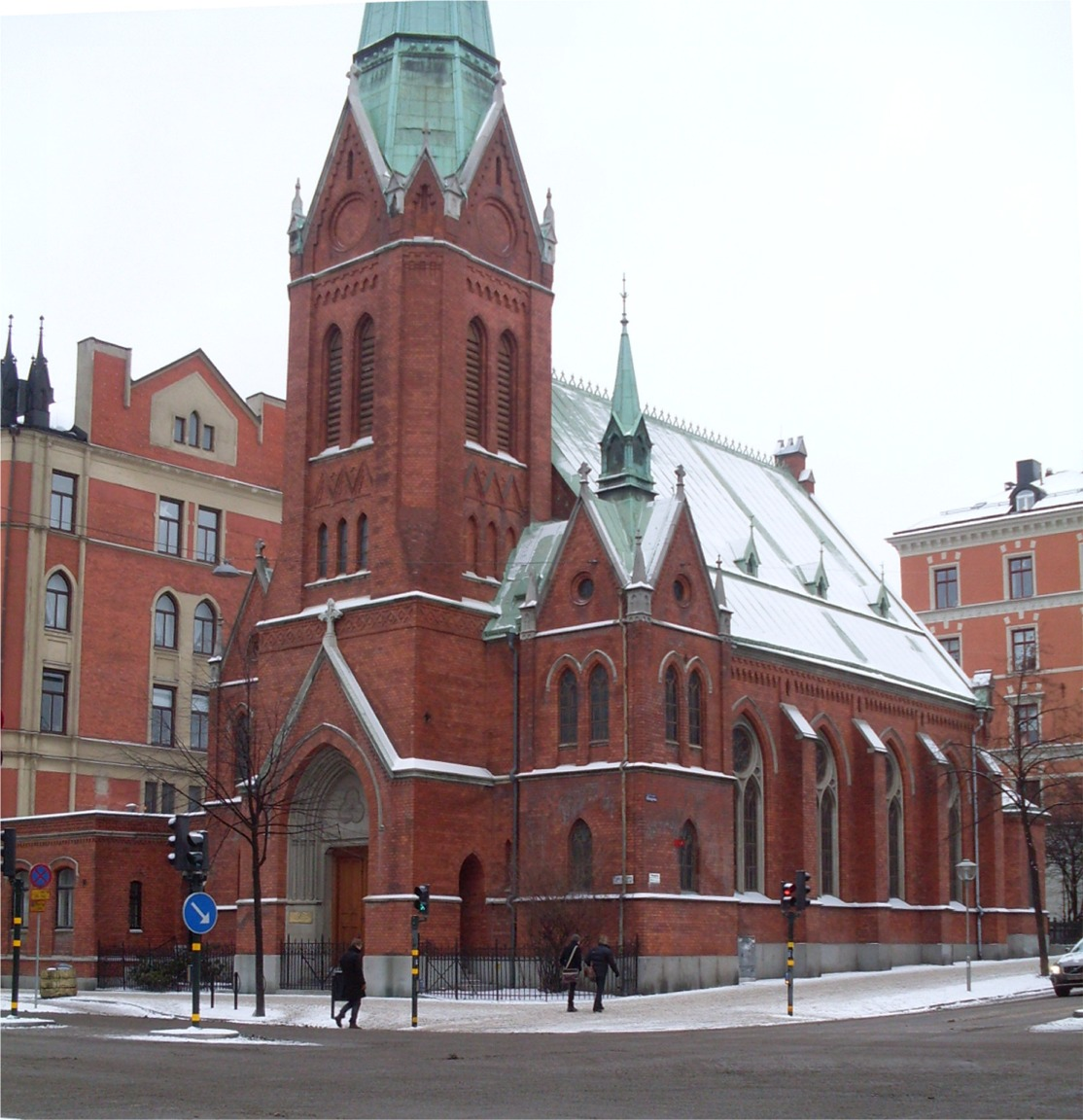
Sankt Georgios kyrka, Stockholm.
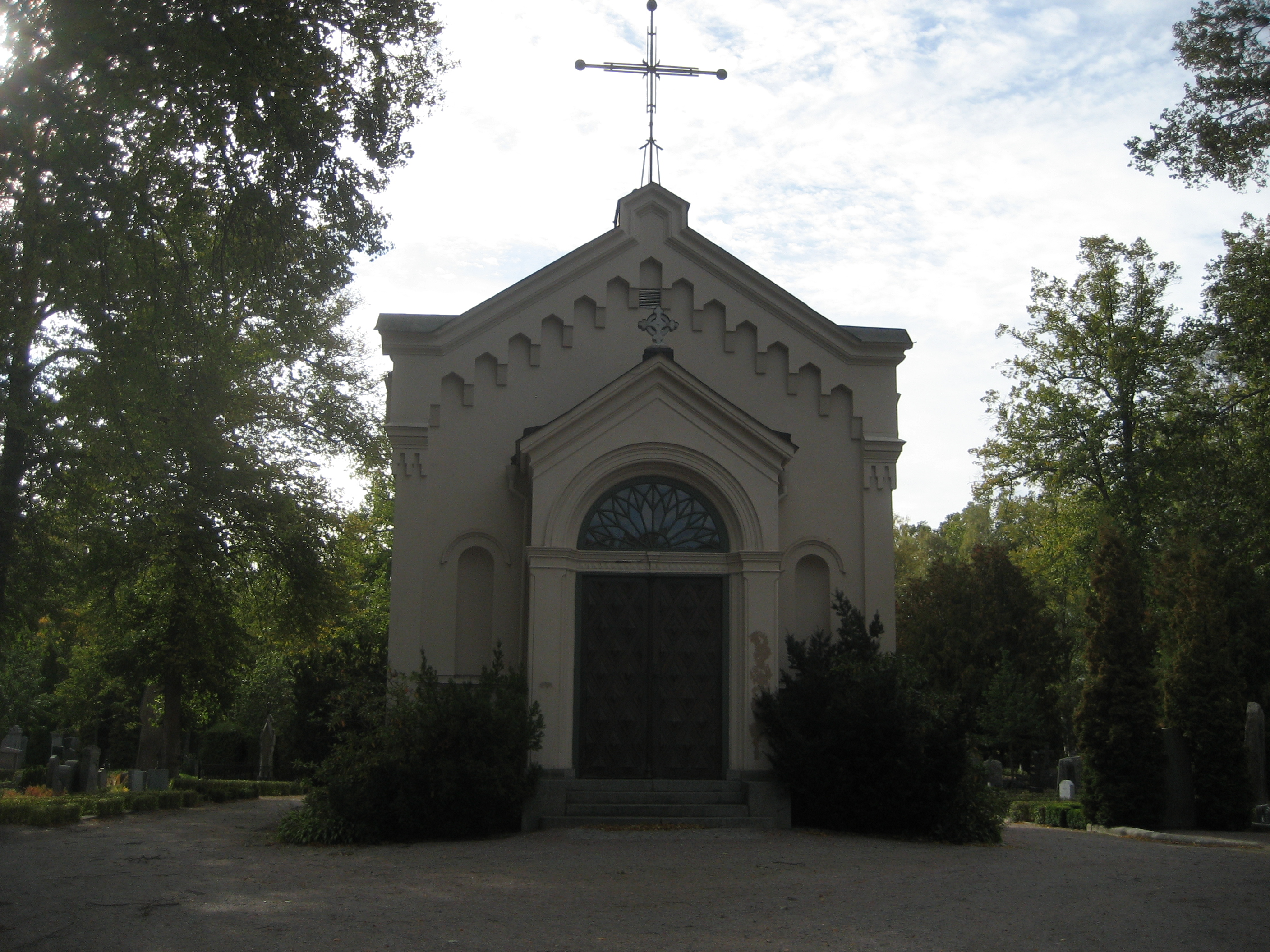
Grekisk-ortodoxa kyrkan, Uppsala.
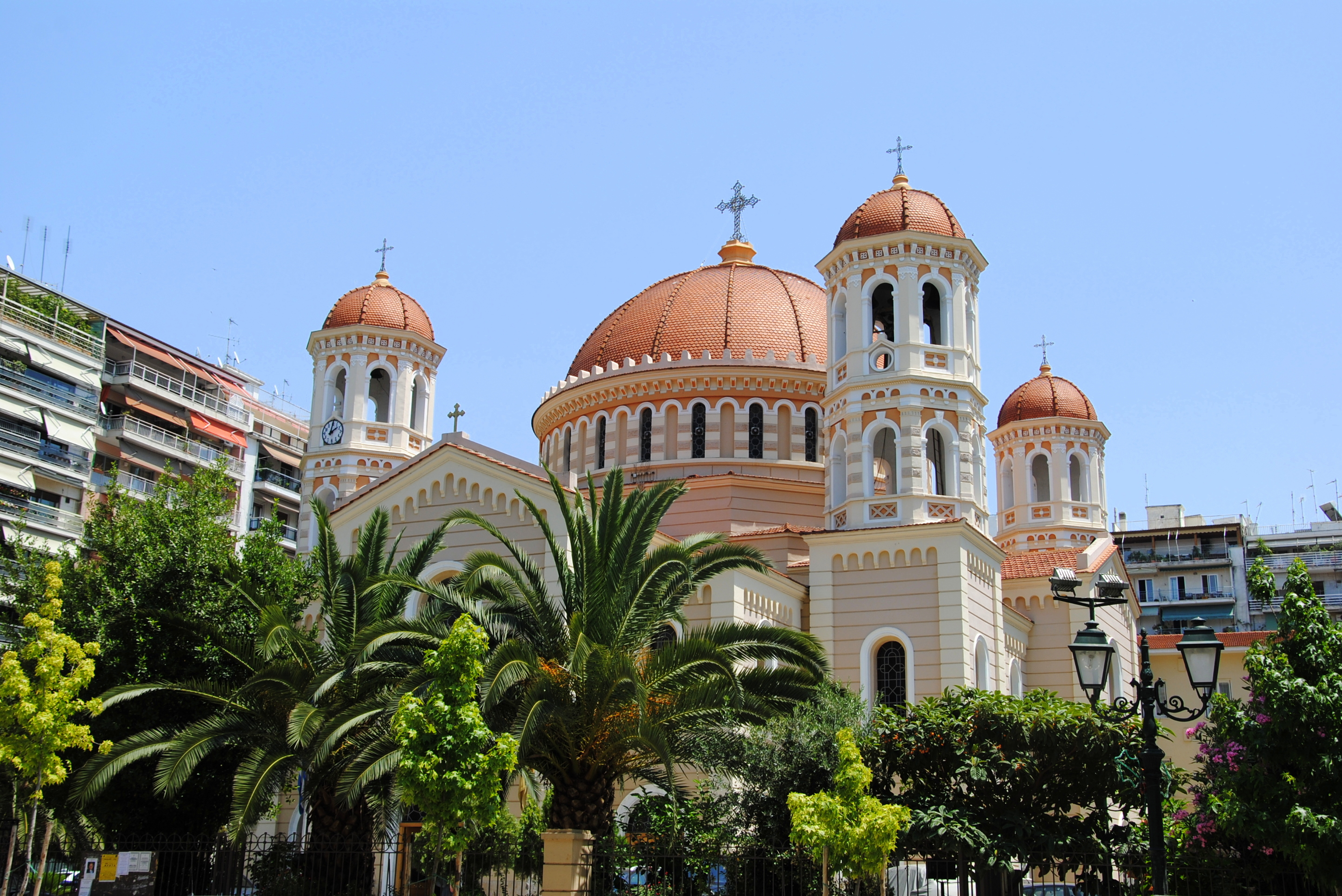
Helige Gregorios Palamas kyrka i Thessaloniki.
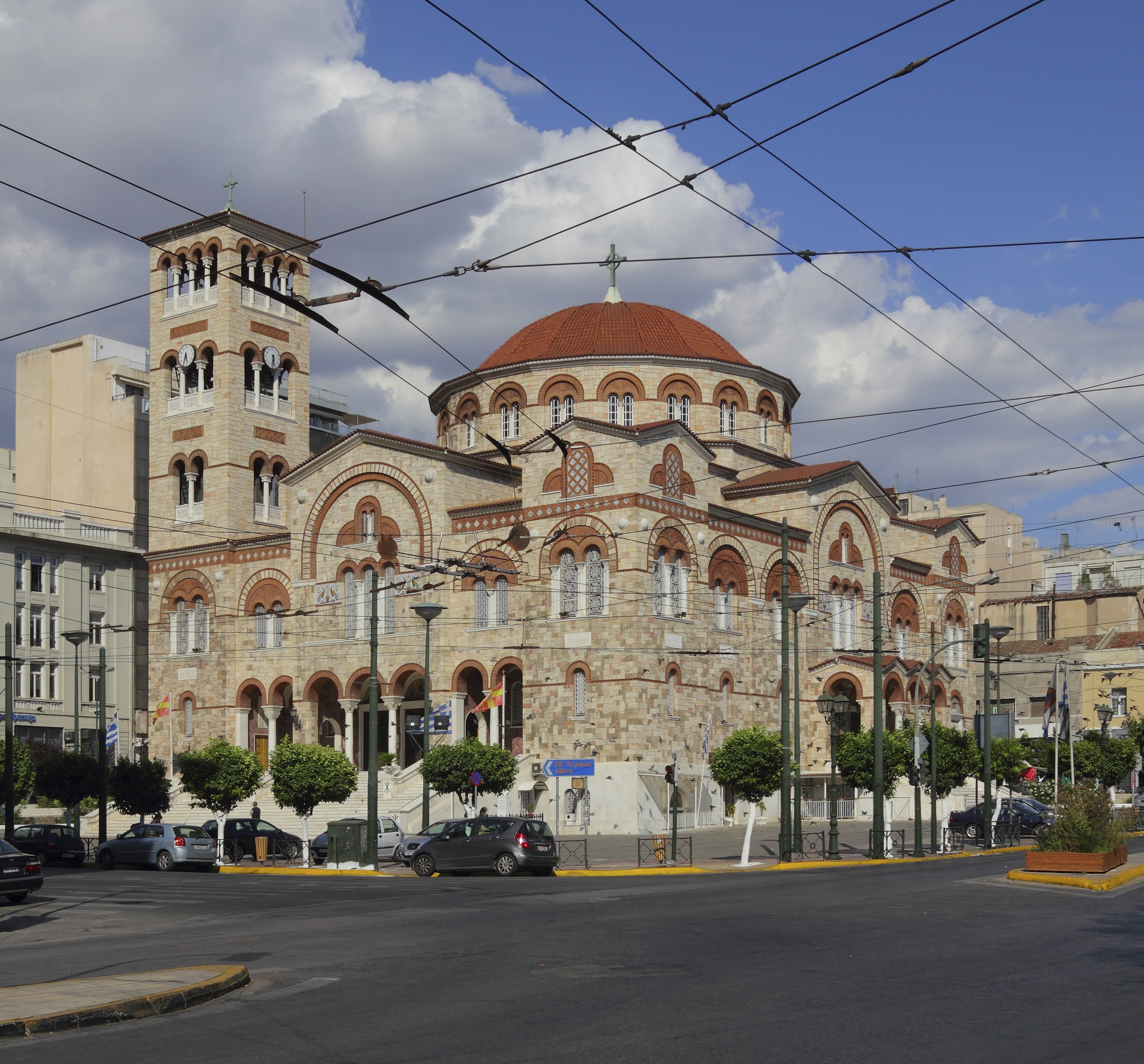
Heliga Treenighetens kyrka i Pireus.
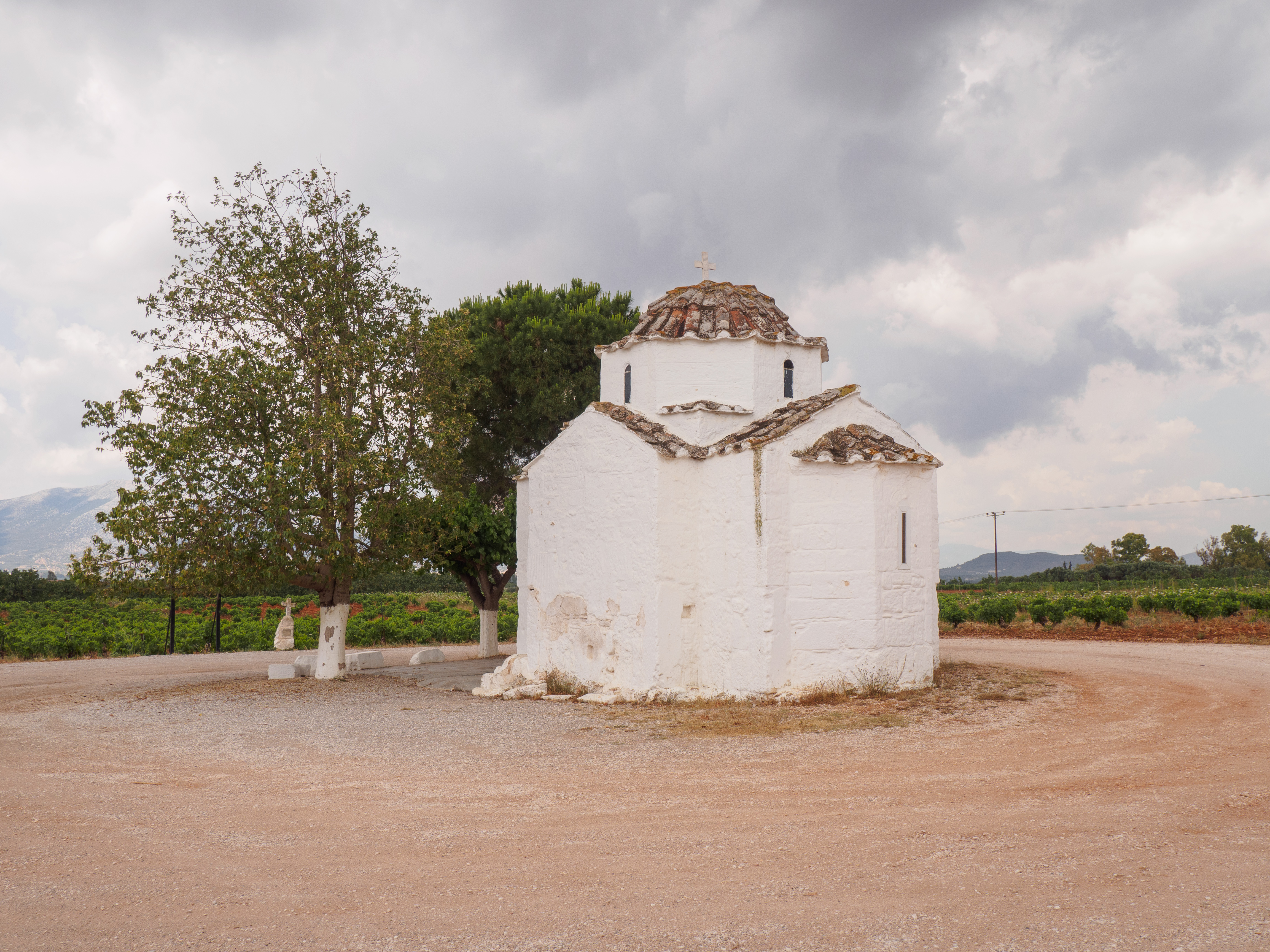
Panagia Varabakyrkan i Markópoulo.